# سی-پپتید
سی-پپتید (به انگلیسی: C-peptide) با فرمول شیمیایی C۱۱۲H۱۷۹N۳۵O۴۶ یک ترکیب شیمیایی با شناسه پاب‌کم ۱۶۱۳۲۳۰۹ است؛ که جرم مولی آن ۳۰۲۰٫۲۹ g/mol می‌باشد.
سی-پپتید یک پلی پپتید کوتاه 31 آمینو اسیدی است که زنجیره A انسولین را به زنجیره B آن در مولکول پروانسولین متصل می کند. اندازه گیری سطح سرمی پپتید C می تواند برای تشخیص افتراقی|تمایز بین انواع دیابت استفاده شود.